# John Jay
John Jay (sinh ngày 23 tháng 12 năm 1745 - mất ngày 17 tháng 5 năm 1829) là một chính khách, người yêu nước, và nhà ngoại giao người Mỹ. Ông là người ủng hộ phong trào bãi nô, một trong những thành viên của nhóm lập quốc Hoa Kỳ, và là người đàm phán và ký kết Hiệp định Paris năm 1783. Ngoài ra, John Jay còn là Thống đốc thứ hai của New York và là Chánh án đầu tiên của Tòa án Tối cao Hoa Kỳ (1789–1795). Ông là người đã giúp Hoa Kỳ giải quyết các vấn đề ngoại giao trong thập niên những năm 1780, và cũng là một nhân vật lãnh đạo quan trọng của Đảng Liên bang trong khoảng thời gian sau khi Hiến pháp Hoa Kỳ được phê chuẩn năm 1788.
Jay sinh ra trong một gia đình thương gia giàu có và có họ hàng với các quan chức chính phủ gốc từ Pháp và Hà Lan tại New York. Ông đã trở thành một luật sư và gia nhập Ủy ban Liên lạc New York - một tổ chức chống lại các chính sách của Anh trong khoảng thời gian trước cuộc Chiến tranh Cách mạng Mỹ. Jay được đề cử để tham dự Đệ Nhị Quốc hội Lục địa và được nhận chức Chủ tịch Quốc hội Lục địa. Từ năm 1779 đến năm 1782, Jay trở thành Đại sứ Hoa Kỳ tại Tây Ban Nha, và ông đã cố gắng thuyết phục quốc gia này viện trợ cho đất nước Hoa Kỳ còn non trẻ sau cuộc cách mạng. Đồng thời, Jay còn là người đứng ra đàm phán Hiệp định Paris nhằm khiến Anh công nhận Hoa Kỳ là một quốc gia độc lập. Sau cuộc cách mạng, Jay đảm nhận chức Quốc vụ khanh Hoa Kỳ (tiền thân chức Bộ trưởng Ngoại giao) giúp giải quyết các vấn đề ngoại giao của chính phủ sinh ra trong thời gian Các Điều khoản Hợp Bang còn hiện hành. Đồng thời, ông còn là người đầu tiên đảm nhận Quyền Bộ trưởng Ngoại giao khi chức vụ này mới được thành lập.
Là một người ủng hộ việc tập trung quyền lực vào một chính phủ liên bang, Jay đã cố gắng làm việc để New York phê chuẩn Hiến pháp Hoa Kỳ năm 1788. Ông, cùng với Alexander Hamilton và James Madison, là tác giả của tập Luận cương Chủ nghĩa Liên bang (tiếng Anh: The Federalist Papers). Ông đã viết khoảng 5 trong tổng số 85 bài văn trong tập luận này. Sau khi chính phủ liên bang mới được thành lập, John Jay được bổ nhiệm bởi Tổng thống George Washington để đảm nhận chức Chánh án Tòa án Tối Cao Hoa Kỳ nhiệm kỳ 1789 đến 1795. Tòa án Tối cao do Jay đứng đầu thời đó không phải giải quyết nhiều công việc khi chỉ xử 4 vụ án trong vòng 6 năm. Năm 1794, khi vẫn còn là Chánh án Tòa án Tối cao, Jay vẫn sẵn sàng đứng ra đàm phán Hiệp ước Jay - một hiệp ước đã gây ra nhiều tranh cãi thời bấy giờ - với Anh quốc. Và Jay đã nhận được một số lượng đáng kể số lượng phiếu bầu đại cử tri đoàn với 3 trong số 4 kỳ bầu cử Tổng thống đầu tiên. Tuy nhiên, ông không bao giờ nghiêm túc trong việc tranh cử chức vụ Tổng thống.Ngoài ra,ông đã nhận chức Thống đốc New York từ năm 1795 đến năm 1801. 
Bên cạnh đó, vốn là một người chống đối chế độ nô lệ, ông đã cho ban hành các đạo luật nhằm thả tự do cho các nô lệ. Cuối cùng, thể chế nô lệ ở New York đã hoàn toàn bị bãi bỏ. Trong những ngày chính phủ của Tổng thống John Adams dần suy yếu, Jay đã được Quốc hội phê chuẩn để làm tiếp thêm một nhiệm kỳ làm Chánh án. Tuy nhiên, ông đã từ chối vị trí này và quyết định về trang trại của ông tại Quận Westchester, New York để nghỉ hưu.